# M.I.A.
Матхангі «Мая» Арулпрагасам (англ. Mathangi «Maya» Arulpragasam; там. மாதங்கி ' மாயா ' அருள்பிரகாசம்; нар. 18 липня 1975), більш відома як M.I.A. — британська співачка та авторка пісень тамільського походження, яка також продюсує записи інших виконавців, знімає відеокліпи та виступає в ролі художниці, дизайнерки та моделі. Має активну політичну позицію і є однією з найвідоміших представниць тамільської національної меншини в Британії.

## Життєпис

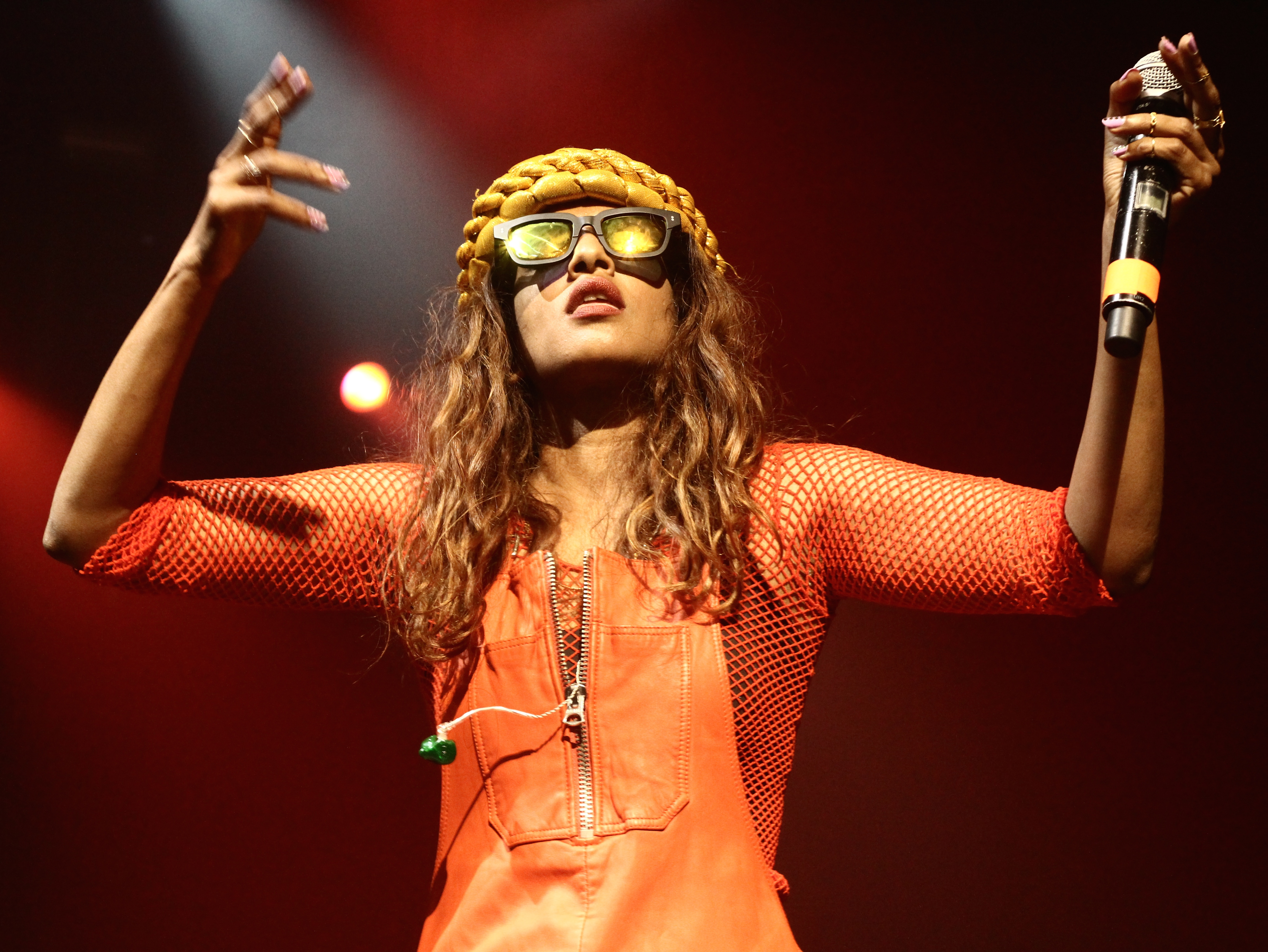
M.I.A. в Парижі, 2014

Народилася в Лондоні в родині тамільських активістів. Дитинство провела в Ченнаї та Джафні.

## Творчий шлях
У 2001 провела першу виставку власних графічних робіт на теми тамільського визвольного руху. Займає активну соціальну позицію та робить заяви з актуальних політичних питань.
2004 року сингли M.I.A. «Galang» та «Sunshowers», позначені впливами від традиційної індійської музики до The Clash, набули популярності в інтернеті. На хвилі успіху M.I.A. підписала контракт з лейблом XL та випустила два альбоми — Arular (2005, названий на честь батька) і Kala (2007, названий на честь матері), тепло сприйняті критиками.
Великий успіх мав сингл «Paper Planes», що досяг 4-о місця у національному хіт-параді продажів Billboard Hot 100. Він став музичною основою пісні «Swagga Like Us» реперів Jay-Z і T.I., що також мала успіх в американських хіт-парадах. Композиція була використана як саундтрек до фільмів «Ананасовий експрес», «Кінець світу 2013: Апокаліпсис по-голлівудськи», «Мільйонер із нетрів» і до гри Far Cry 3 (вступний відеоролик).
2010 року M.I.A. випускає третю платівку Maya (стилізовано «/\/\ /\ Y /\») і два сингли «Born Free» і «XXXO». Кліп на пісню «Born Free» був офіційно заборонений адміністрацією інтернет-каналу Vevo, оскільки містив сцени насильства, знущання та вбивства групи рудоволосих підлітків американськими військовими.
31 грудня 2010 співачка оголосила, що збирається випустити новий мікстейп Vicki Leekx, назва якого перегукується зі скандально відомим сайтом WikiLeaks. Запис був завантажений в Інтернет для безкоштовного стягування, чим співачка підтримала тенденцію до випуску артпродукту у вільному доступі.
2011 року співачка представляла азійську континентальну музику на молодіжному чемпіонаті світу з футболу.
2012 року M.I.A. була запрошена як співпродюсер та виконавець для запису дванадцятого альбому Мадонни MDNA. Разом з Нікі Мінаж стала співвиконавицею першого синглу «Give Me All Your Luvin'», а також пісні «B-day Song».

## Дискографія

### Студійні альбоми
- Arular[en] (2005)
- Kala[en] (2007)
- /\/\ /\ Y /\[en] (2010)
- Matangi[en] (2013)
- AIM[en] (2016)
- MATA[en] (2022)

### мікстейпи
- Piracy Funds Terrorism, Volume 1 (2004)
- Vicki Leekx (2010)

### Сингли
| Рік                                                                           | Назва                                                                               | Найвища позиція в чарті | Найвища позиція в чарті | Найвища позиція в чарті | Найвища позиція в чарті | Найвища позиція в чарті | Найвища позиція в чарті | Найвища позиція в чарті | Найвища позиція в чарті | Найвища позиція в чарті | Найвища позиція в чарті | Альбом                               |
| Рік                                                                           | Назва                                                                               | UK                      | US                      | US DAN                  | US R&B/HH               | AUS                     | BEL (FL) [C]            | CAN [D]                 | DEN                     | NLD                     | SWE                     | Альбом                               |
| ----------------------------------------------------------------------------- | ----------------------------------------------------------------------------------- | ----------------------- | ----------------------- | ----------------------- | ----------------------- | ----------------------- | ----------------------- | ----------------------- | ----------------------- | ----------------------- | ----------------------- | ------------------------------------ |
| 2003                                                                          | «Galang»                                                                            | —                       | —                       | —                       | —                       | —                       | —                       | —                       | —                       | —                       | —                       | Arular                               |
| 2004                                                                          | «Sunshowers»                                                                        | 93                      | —                       | —                       | —                       | —                       | —                       | —                       | —                       | —                       | —                       | Arular                               |
| 2004                                                                          | «Galang»                                                                            | 77                      | —                       | —                       | —                       | —                       | —                       | —                       | —                       | —                       | —                       | Arular                               |
| 2005                                                                          | «Hombre»                                                                            | —                       | —                       | —                       | —                       | —                       | —                       | —                       | —                       | —                       | —                       | Arular                               |
| 2005                                                                          | «Bucky Done Gun»                                                                    | 88                      | —                       | —                       | —                       | —                       | —                       | —                       | —                       | —                       | —                       | Arular                               |
| 2005                                                                          | «Galang '05»                                                                        | 77                      | —                       | 11                      | —                       | —                       | —                       | —                       | —                       | —                       | —                       | Arular                               |
| 2006                                                                          | «Bird Flu»                                                                          | —                       | —                       | —                       | —                       | —                       | —                       | —                       | —                       | —                       | —                       | Kala                                 |
| 2007                                                                          | «Boyz»                                                                              | —                       | —                       | 3                       | —                       | —                       | —                       | —                       | —                       | —                       | —                       | Kala                                 |
| 2007                                                                          | «Jimmy»                                                                             | 66                      | —                       | —                       | —                       | —                       | —                       | —                       | —                       | —                       | —                       | Kala                                 |
| 2007                                                                          | «Sound of Kuduro» (Buraka Som Sistema з M.I.A., DJ Znobia, Saborosa and Puto Prata) | —                       | —                       | —                       | —                       | —                       | —                       | —                       | —                       | —                       | —                       | Black Diamond/ Kala (делюкс видання) |
| 2008                                                                          | «Paper Planes»                                                                      | 19                      | 4                       | 1                       | 36                      | 66                      | 18                      | 7                       | 18                      | 57                      | —                       | Kala                                 |
| 2009                                                                          | «O... Saya» (A. R. Rahman and M.I.A.)                                               | —                       | 93                      | —                       | —                       | —                       | —                       | —                       | —                       | —                       | —                       | Slumdog Millionaire                  |
| 2009                                                                          | «Bang» (Rye Rye з M.I.A.)                                                           | —                       | —                       | —                       | —                       | —                       | —                       | —                       | —                       | —                       | —                       | Fast & Furious                       |
| 2010                                                                          | «Born Free»                                                                         | 156                     | —                       | —                       | —                       | —                       | —                       | —                       | —                       | —                       | 58                      | Maya                                 |
| 2010                                                                          | «XXXO»                                                                              | 26                      | —                       | —                       | —                       | 74                      | 57                      | —                       | —                       | —                       | —                       | Maya                                 |
| 2010                                                                          | «Steppin' Up»                                                                       | —                       | —                       | —                       | —                       | —                       | —                       | —                       | —                       | —                       | —                       | Maya                                 |
| 2010                                                                          | «Teqkilla»                                                                          | —                       | —                       | —                       | —                       | —                       | —                       | 93                      | —                       | —                       | —                       | Maya                                 |
| 2010                                                                          | «Tell Me Why»                                                                       | —                       | —                       | —                       | —                       | —                       | —                       | —                       | —                       | —                       | —                       | Maya                                 |
| 2010                                                                          | «Sunshine» (Rye Rye з M.I.A.)                                                       | —                       | —                       | —                       | —                       | —                       | —                       | —                       | —                       | —                       | —                       | окремий сингл ' '                    |
| 2010                                                                          | «It Takes a Muscle»                                                                 | —                       | —                       | —                       | —                       | —                       | —                       | —                       | —                       | —                       | —                       | Maya                                 |
| 2011                                                                          | «Internet Connection»                                                               | —                       | —                       | —                       | —                       | —                       | —                       | —                       | —                       | —                       | —                       | Maya                                 |
| 2012                                                                          | «Bad Girls»                                                                         | 43                      | —                       | —                       | —                       | 81                      | 38                      | 92                      | —                       | —                       | —                       | Matangi                              |
| 2012                                                                          | «Give Me All Your Luvin'» (Madonna з M.I.A)                                         | 1                       | 10                      | —                       | —                       | —                       | —                       | —                       | —                       | —                       | —                       | MDNA                                 |
| 2013                                                                          | «Bring the Noize»                                                                   | —                       | —                       | —                       | —                       | —                       | —                       | —                       | —                       | —                       | —                       | Matangi                              |
| 2013                                                                          | «Come Walk with Me»                                                                 | —                       | —                       | 39                      | —                       | —                       | —                       | —                       | —                       | —                       | —                       | Matangi                              |
| 2013                                                                          | «Y.A.L.A.»                                                                          | —                       | —                       | 19                      | —                       | —                       | —                       | —                       | —                       | —                       | —                       | Matangi                              |
| 2014                                                                          | «Double Bubble Trouble»                                                             | —                       | —                       | 37                      | —                       | —                       | —                       | —                       | —                       | —                       | —                       | Matangi                              |
| «—» denotes releases that did not chart or were not released in that country. |                                                                                     |                         |                         |                         |                         |                         |                         |                         |                         |                         |                         |                                      |

## Відеокліпи
| Назва                                                   | Рік  | Режисер (и)                        |
| ------------------------------------------------------- | ---- | ---------------------------------- |
| «Galang»                                                | 2004 | Ruben Fleischer                    |
| «Sunshowers»                                            | 2004 | Rajesh Touchriver                  |
|                                                         |      |                                    |
| «Bucky Done Gun»                                        | 2005 | Anthony Mandler                    |
|                                                         |      |                                    |
| «Bird Flu»                                              | 2007 | M.I.A. \u0026 Kalyan Kumar         |
| «Boyz»                                                  | 2007 | Jason «Jay Will» Williams & M.I.A. |
| «Jimmy»                                                 | 2007 | Nezar Khamal                       |
| «Sound of Kuduro» Buraka Som Sistema з M.I.A            | 2007 | João Pedro Moreira, Carlos Afonso  |
|                                                         |      |                                    |
| «Paper Planes»                                          | 2008 | Bernard Gourley                    |
|                                                         |      |                                    |
| «Bang» Rye Rye з M.I.A.                                 | 2009 | M.I.A.                             |
|                                                         |      |                                    |
| «Born Free»                                             | 2010 | Romain Gavras                      |
| «XXXO»                                                  | 2010 | M.I.A.                             |
| «Sunshine» Rye Rye з M.I.A.                             | 2010 | Jess Holzworth                     |
|                                                         |      |                                    |
| «Give Me All Your Luvin'» Madonna з M.I.A., Nicki Minaj | 2012 | Megaforce                          |
| «Bad Girls»                                             | 2012 | Romain Gavras                      |
|                                                         |      |                                    |
| «Bring the Noize»                                       | 2013 | Ben Newman                         |
| "Bring The Noize (Matangi Gold Edition) "               | 2013 | Ben Newman                         |
| «Come Walk With Me»                                     | 2013 | Fafi                               |
| «Y.A.L.A.» з The Partysquad, Kenzo                      | 2013 | Daniel Sannwald                    |
|                                                         |      |                                    |
| «Double Bubble Trouble» з The Partysquad                | 2014 | M.I.A                              |